# 星野俊也
星野 俊也（ほしの としや、1959年9月7日 - ）は、日本の国際政治学者・外交官。
外務省在アメリカ合衆国日本国大使館専門調査員、大阪大学大学院教授、国際連合日本政府代表部公使等を経て、同大使次席常駐代表（2017年8月1日～2020年8月）。専門は、国際安全保障論、国連研究。大阪大学博士（国際公共政策）（2003年）。日本において、模擬国連(Model United Nations)活動を開始したことでも知られている。
現在、大阪大学大学院国際公共政策研究科教授や岡山大学エグゼクティブ・アドバイザーなどを務める。

## 略歴
- 1978年3月　群馬県立前橋高等学校卒業
- 1979年4月　上智大学外国語学部英語学科入学
- 1982年6月　ジョージアサザン大学語学研修留学
- 1982年9月　オールド・ドミニオン大学国際関係プログラム留学
- 1984年3月　上智大学外国語学部英語学科卒業
- 1984年4月　東京大学大学院総合文化研究科国際関係論専攻修士課程入学
- 1986年3月　東京大学大学院総合文化研究科国際関係論専攻修士課程修了、学術修士
- 1986年4月　東京大学大学院総合文化研究科国際関係論専攻博士課程進学
- 1988年4月　外務省在アメリカ合衆国日本国大使館専門調査員
- 1991年5月　財団法人日本国際問題研究所アメリカ研究センター研究員
- 1992年3月　東京大学大学院総合文化研究科博士課程単位修得退学
- 1992年5月　プリンストン大学ウッドロウ・ウィルソン・スクール客員研究員
- 1993年12月　国連大学コンサルタント
- 1995年4月　財団法人日本国際問題研究所アメリカ研究センター主任研究員、白百合女子大学非常勤講師、目白学園女子短期大学非常勤講師
- 1998年4月　大阪大学大学院国際公共政策研究科助教授、財団法人日本国際問題研究所客員研究員
- 1998年8月　アメリカ平和研究所客員研究員
- 2000年3月　広島市立大学広島平和研究所特別研究員
- 2000年4月　ウーロンゴン大学客員研究員
- 2001年4月　大阪教育大学非常勤講師
- 2003年3月　大阪大学博士 (国際公共政策), 乙第8669号
- 2003年7月　大阪大学大学院国際公共政策研究科教授
- 2003年11月　スタンフォード大学スタンフォード日本センター研究部フェロー
- 2006年8月　外務省国際連合日本政府代表部公使参事官
- 2007年7月　コロンビア大学国際・公共政策大学院客員研究員
- 2008年8月　大阪大学大学院国際公共政策研究科教授
- 2009年4月　EUインスティテュート関西副代表
- 2010年4月　大阪大学研究・産学連携員（2011年3月まで）
- 2010年8月　内モンゴル大学客員教授
- 2011年8月　大阪大学大学院国際公共政策研究科長兼大阪大学総長補佐
- 2014年4月　国立大学法人大阪大学理事・副学長（グローバル連携担当）
- 2015年5月　慶熙大学校客員教授
- 2017年8月　大阪大学退職
- 2017年8月　国際連合日本政府代表部大使 次席常駐代表（～2020年8月）
- 2021年4月　岡山大学 エグゼクティブ・アドバイザー、京都芸術大学京都国際平和構築センター評議員[1]

## 論文

### 雑誌論文
- 「多国間レジームの形成とパフォーマンス――『南極レジーム』を例として」『国際政治』第87号（1988年）
- 「日本と国連――『国益』と『国際貢献』の間で」『総合研究所報（福岡大学）』第176号（1995年）
- 「冷戦以前――巨頭たちの国連構想と大国の役割」『国際政治』第109号（1995年）
- 「米国の国連政策――そのレトリックと行動」『外交時報』第1327号（1996年）
- 「クリントン政権の国連政策」『国際問題』第443号（1997年）
- 「国連とアジア太平洋の安全保障」『国際政治』第114号（1997年）
- 「米国政治と国連外交」『海外事情』第46巻第1号（1998年）
- 「紛争の潜在的要因とその解決枠組み」『新防衛論集』第26巻第4号（1999年）
- 「米国のコソボ紛争介入――その道義性・合法性・正統性」『国際問題』第479号（2000年）
- 「日・中・韓政治・外交関係の現況と今後の発展――『正常化』を越えて」『Human Security』第6号(2001年)
- 「アジア太平洋地域安全保障の展開――ARFとCSCAPを中心として」『国際問題』第494号（2001年）
- 「『平和強制』の合法性と正統性――『集団的人間安全保障』の制度化を目指して」『国際法外交雑誌』第101巻第1号（2002年）
- 「人間の安全保障と日本の国際政策」『国際安全保障』第30巻第3号（2002年）
- 「国際平和回復政策の構想と実際――『多国間主義の危機』を越えて」『国際政治』第137号（2004年）
- 「紛争予防と国連――国連平和構築委員会の役割を中心として」『国際協力研究』第24巻第1号（2008年）
- 「国連・平和構築・日本――国連平和構築委員会の活動を中心として」『国際公共政策研究』13巻1号（2008年）

### 単行本所収論文
- 「ワシントン政治コミュニティ――アメリカ政治の理想と課題」本間長世編『アメリカ社会とコミュニティ』（日本国際問題研究所, 1993年）
- 「地域紛争とアメリカ――国際干渉の論理と国連」佐藤誠三郎編『新戦略の模索――冷戦後のアメリカ』（日本国際問題研究所, 1994年）
- 「バイの選択・マルチの選択――日米同盟と国連外交」梅本哲也・草野厚編『現代日本外交の分析』（東京大学出版会, 1994年）
- 「アメリカ外交の宗教的次元」森孝一編『アメリカと宗教』（日本国際問題研究所, 1997年）
- 「国家主権と国際干渉――冷戦後の人道的危機への対応を中心として」渡辺昭夫編『東アジアの人権――国際政治の視点から』（日本国際問題研究所, 1997年）
- 「日米同盟とアジアの多国間安全保障――日本の視点から」菅英輝・グレン・フック・ステファニー・ウエストン編『アジア太平洋の地域秩序と安全保障』（ミネルヴァ書房, 1999年）
- 「国際機構――ガヴァナンスのエージェント」渡辺昭夫・土山實男編『グローバル・ガヴァナンス――政府なき秩序の模索』（東京大学出版会, 2001年）
- 「東ティモール危機と日本」木村汎編『国際危機学――危機管理と予防外交』（世界思想社, 2002年）
- 「アジア太平洋地域における海洋の安全保障」森本敏編『アジア太平洋の多国間安全保障』（日本国際問題研究所, 2003年）
- 「国際介入と平和回復の処方箋」広島市立大学広島平和研究所編『人道危機と国際介入――平和回復の処方箋』（有信堂, 2003年）
- 「平和構築とDDR」黒澤満編『大量破壊兵器の軍縮論』（信山社, 2004年）
- 「紛争・復興と国際介入」稲田十一編『紛争と復興支援――平和構築に向けた国際社会の対応』（有斐閣, 2004年）
- 「日本の安全保障と国連」赤根谷達雄・落合浩太郎編『日本の安全保障』（有斐閣, 2004年）
- 「危機に直面した国連」森本敏編『イラク戦争と自衛隊派遣』（東洋経済新報社, 2004年）
- 「日本の多国間外交」添谷芳秀・田所昌幸編『日本の東アジア構想』（慶應義塾大学出版会, 2004年）
- 「軍事介入」大芝亮・藤原帰一・山田哲也編『平和政策』（有斐閣, 2006年）